# 坚参
坚参（藏語：རྒྱལ་མཚན་，威利转写：rgyal mtshan，1962年12月—），男，藏族，西藏乃东人，中华人民共和国政治人物，现任西藏自治区人大常委会副主任。